# Bitva u Magenty
Bitva u Magenty (4. červen 1859) byla jedna z bitev druhé italské války za nezávislost. Francouzsko-sardinská vojska zde pod vedením Napoleona III. porazila rakouskou armádu vedenou polním maršálem Ferencem Gyulaiem.

## Průběh
Ke střetnutí došlo poblíž města Magenta v severní Itálii. V ranních hodinách Francouzi ve dvou místech překročili řeku Ticino (císař Napoleon III. u Buffalora a generál Patrice de Mac-Mahon severněji u Turbiga). Napoleon poté napadl rakouské síly u Ponte Nuovo di Magenta. Rakouským jednotkám se však za pomocí rezerv podařilo úspěšně ubránit a dokonce zabít jednoho z francouzských generálů Gustave Clera.
O výsledku bitvy rozhodl až zásah generála Mac-Mahona ze severu. Ze západu jej navíc podpořil generál Canrobert a společnými silami rakouské jednotky porazili. V noci se část rakouských divizí svévolně stáhla a Gyulai tak byl druhý den přinucen stáhnout své vojsko z Lombardie za řeku Mincio, kde byl poté zbaven funkce vrchního velitele vojsk. Na francouzské straně se generál Mac-Mahon naopak dočkal odměny v podobě titulu vévody z Magenty.

## Odkaz
Po bitvě u Magenty byla v roce 1859 pojmenována barva magenta
nově objeveného barviva fuchsinu. Baron Haussmann po vítězství pojmenoval právě dokončovaný Boulevard de Magenta, jeden z bulvárů v té době modernizované Paříže.

## Galerie

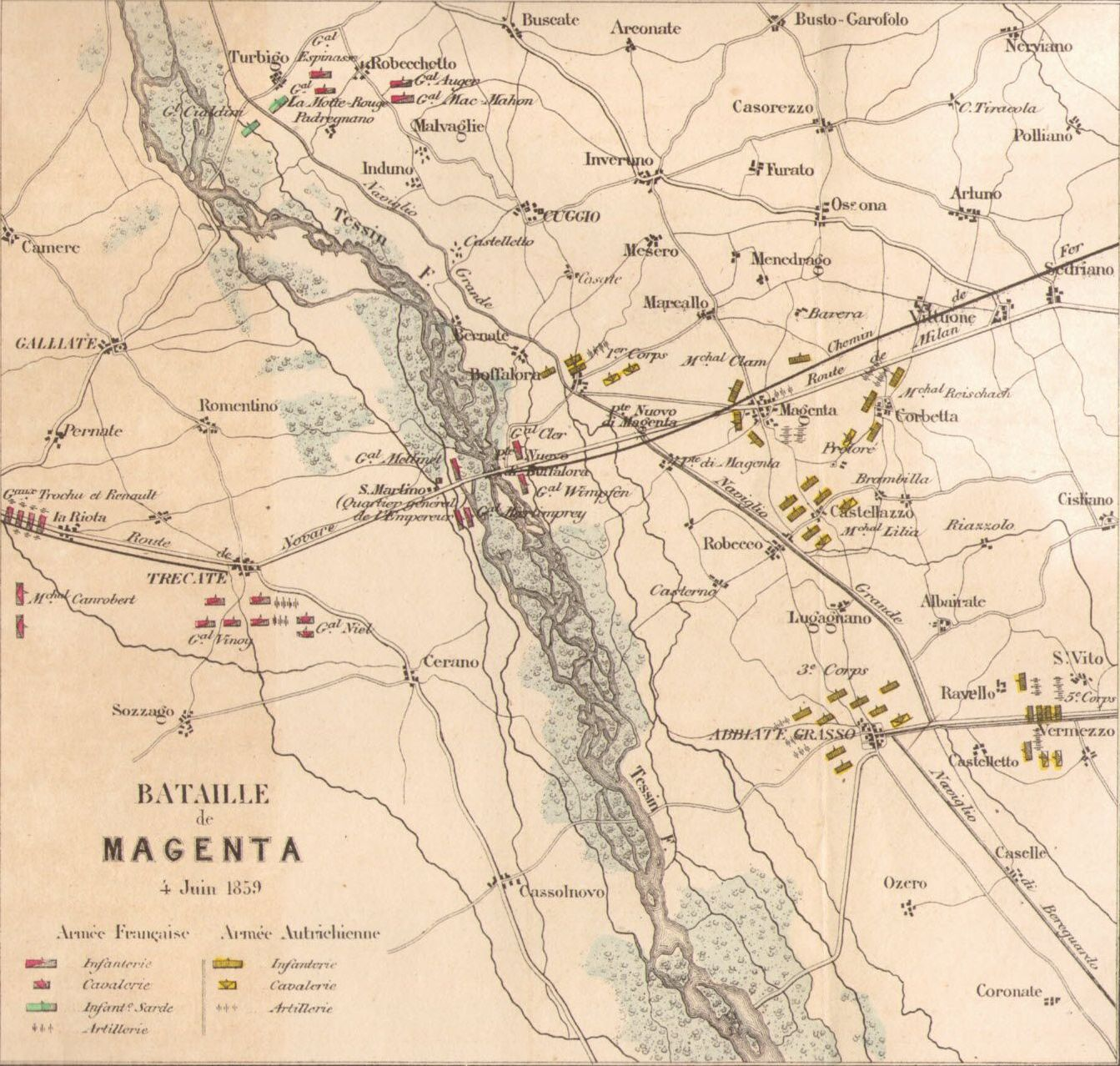
Plán bitvy
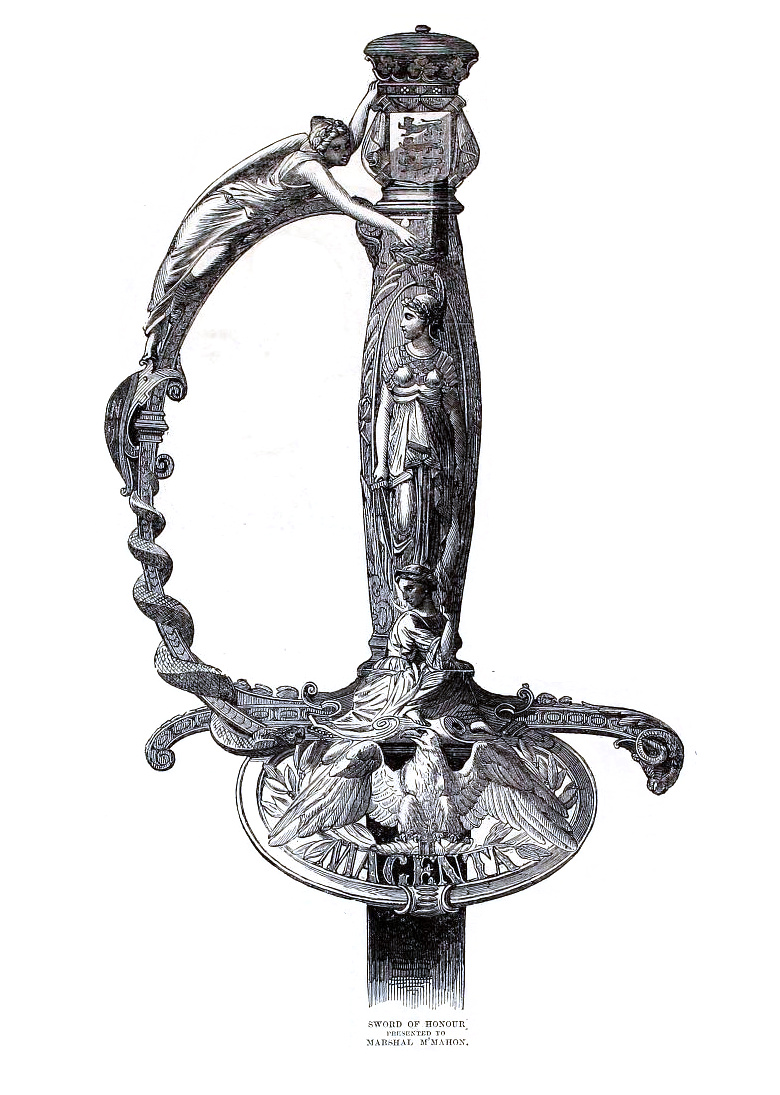
Meč, kterým byl po bitvě u Magenty obdarován generál Mac-Mahon
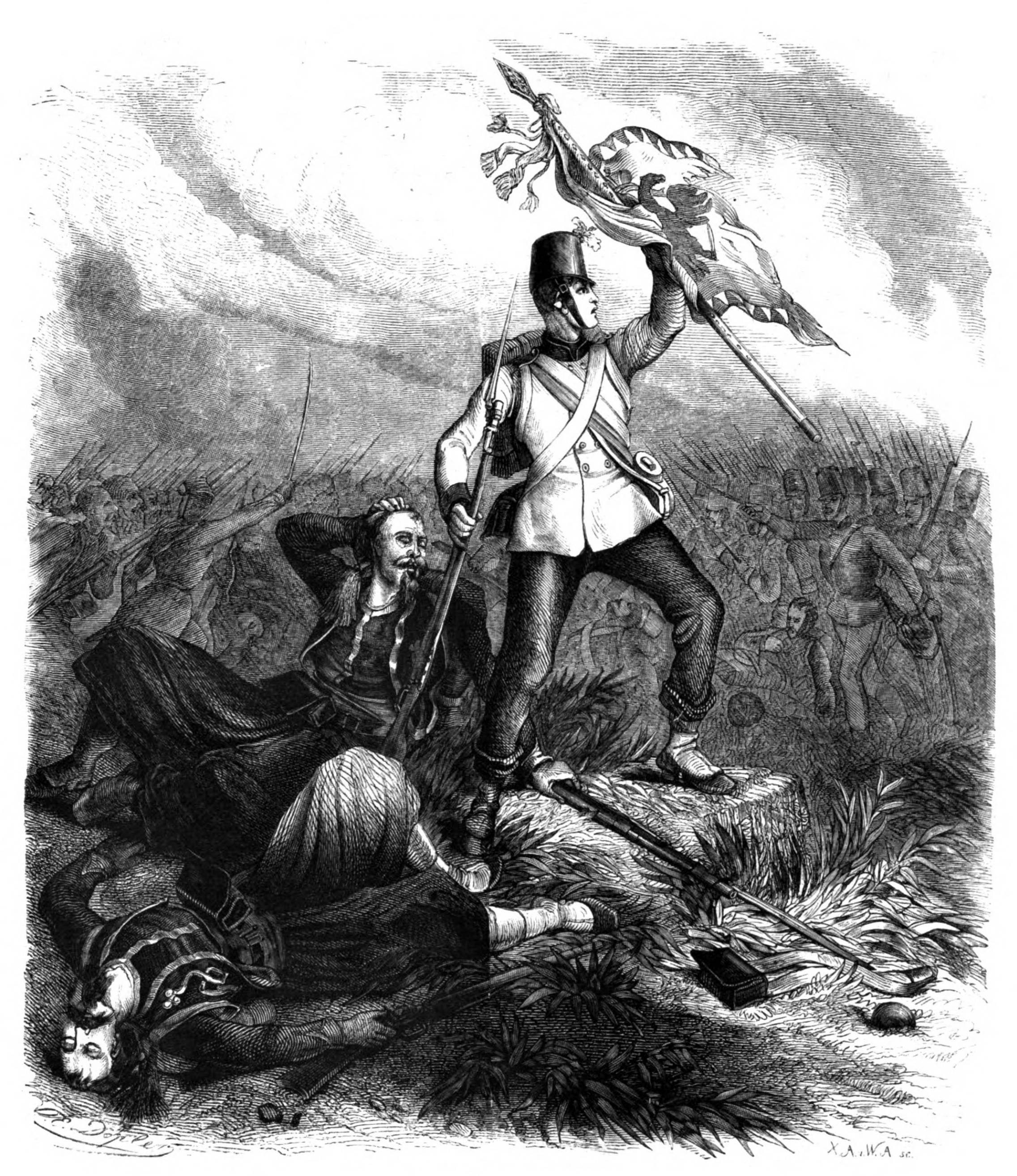
Vyobrazení bitvy v týdeníku Die Gartenlaube